# Butuh Kidul
Butuh Kidul is een bestuurslaag in het regentschap Wonosobo van de provincie Midden-Java, Indonesië. Butuh Kidul telt 1935 inwoners (volkstelling 2010).